# العلاقات السيراليونية المصرية
العلاقات السيراليونية المصرية هي العلاقات الثنائية التي تجمع بين سيراليون ومصر.

## مقارنة بين البلدين
هذه مقارنة عامة ومرجعية للدولتين:
| وجه المقارنة                                              | سيراليون       | مصر           |
| --------------------------------------------------------- | -------------- | ------------- |
| المساحة (كم2)                                             | 71.74 ألف      | 1.01 مليون    |
| عدد السكان (نسمة)                                         | 7.56 مليون     | 94.80 مليون   |
| الكثافة السكانية (ن./كم²)                                 | 105.38         | 93.86         |
| العاصمة                                                   | فريتاون        | القاهرة       |
| اللغة الرسمية                                             | لغة إنجليزية   | اللغة العربية |
| العملة                                                    | ليون سيراليوني | جنيه مصري     |
| الناتج المحلي الإجمالي (بليون دولار)                      | 3.77 مليار     | 235.37 مليار  |
| الناتج المحلي الإجمالي (تعادل القوة الشرائية) بليون دولار | 10.13 مليار    | 998.67 مليار  |
| الناتج المحلي الإجمالي الاسمي للفرد دولار أمريكي          | 653            | 3.61 ألف      |
| الناتج المحلي الإجمالي للفرد دولار أمريكي                 | 1.97 ألف       |               |
| مؤشر التنمية البشرية                                      | 0.413          | 0.690         |
| رمز المكالمات الدولي                                      | +232           | +20           |
| رمز الإنترنت                                              | .sl            | .eg، .مصر     |
| المنطقة الزمنية                                           | 00             | ت ع م+02:00   |

## منظمات دولية مشتركة
يشترك البلدان في عضوية مجموعة من المنظمات الدولية، منها:
| علم المنظمة | اسم المنظمة                                                | تاريخ انضمام سيراليون | تاريخ انضمام مصر |
| ----------- | ---------------------------------------------------------- | --------------------- | ---------------- |
|             | مؤسسة التنمية الدولية                                      | 13 نوفمبر 1962        | 26 أكتوبر 1960   |
|             | البنك الإفريقي للتنمية                                     | ?                     | 10 سبتمبر 1964   |
|             | يونسكو                                                     | 28 مارس 1962          | 22 يناير 1947    |
|             | مؤسسة التمويل الدولية                                      | 10 سبتمبر 1962        | 20 يوليو 1956    |
|             | الأمم المتحدة                                              | 27 سبتمبر 1961        | 24 أكتوبر 1945   |
|             | الاتحاد الدولي للاتصالات                                   | 30 ديسمبر 1961        | 9 ديسمبر 1876    |
|             | منظمة التعاون الإسلامي                                     | ?                     | 25 سبتمبر 1969   |
|             | منظمة الشرطة الجنائية الدولية                              | ?                     | 7 سبتمبر 1923    |
|             | الاتحاد البريدي العالمي                                    | ?                     | ?                |
|             | البنك الدولي للإنشاء والتعمير                              | 10 سبتمبر 1962        | 27 ديسمبر 1945   |
|             | المركز الدولي لتسوية المنازعات الاستشارية                  | 14 أكتوبر 1966        | 2 يونيو 1972     |
|             | وكالة ضمان الاستثمار متعدد الأطراف                         | 20 يونيو 1996         | 12 أبريل 1988    |
|             | الاتحاد الأفريقي                                           | ?                     | 9 يوليو 2002     |
|             | العملية المشتركة للاتحاد الأفريقي والأمم المتحدة في دارفور | ?                     | 31 يوليو 2007    |
|             | منظمة التجارة العالمية                                     | ?                     | 30 يونيو 1995    |

## وصلات خارجية
- موقع وزارة الخارجية المصرية